# Туркин, Пётр Филиппович
Пётр Филиппович Туркин (2 сентября 1851 — 21 января 1919) — общественный деятель, городской голова Челябинска в 1894—1900 и 1915—1917 годах. Почётный мировой судья (1897—1900), личный почётный гражданин (1899), потомственный почётный гражданин (1911).
Родился в Верхнем Уфалее, в семье лекарского ученика, с 12 лет начал работать в заводской конторе. Получил домашнее образование и окончил 2 класса церковно-приходской школы. Уехав из Верхнего Уфалея, решил делать карьеру в сфере юриспруденции. С июня 1876 года работал исполняющим дела судебного пристава при Екатеринбургском съезде мировых судей. Был судебным приставом в селе Метлино (1878). В Челябинск переехал в июне 1879 года, работал исполняющим должность секретаря Челябинского съезда мировых судей (1879) и секретарского суда (1880). С 20 февраля 1881 года частный поверенный, с 3 марта 1887 года поверенный по городским делам при Челябинском городском обществе управлении, с февраля 1900 года стал Челябинским городским нотариусом. Туркин был членом комитета по призрению нищих, почетным санитарным попечителем 9-го участка, членом городского присутствия по квартирному налогу, членом правления по государственному налогу. городской голова Челябинска в 1894—1900 и 1915—1917 годах. Был заведующим городским переписным участком и членом уездного переписного комитета (за участие во Всероссийской переписи населения в 1897 году награждён бронзовой медалью). Туркин был директором Челябинского уездного тюремного комитета, участковым попечителем комитета народной трезвости (с 1895) и заведующим чайной столовой, членом церковного попечительства Христорождественского собора. После организации городского Дома трудолюбия (1897) был там товарищем председателем, казначеем и почетным членом правления попечительного общества о доме трудолюбия. Был членом попечительского советов женской гимназии и торговой школы, почётным блюстителем 3-го начального женского училища и городского детского приюта, членом комиссии народной городской библиотеки-читальни и особого совещания о досрочном освобождении заключенных, избирался гласным губернатором земского собрания. Принял Февральскую революцию 1917 года и направил приветственную телеграмму председателю Государственной Думы М. В. Родзянко. В июне того же года оставил должности гор. комиссара и городского головы и вновь занялся частной юридической практикой.
Автор афоризма: «Критиков много, работников же всегда не хватает». Туркин был дважды женат, один из его сыновей от 2-го брака — В. П. Туркин — стал строителем, директор института «Челябгражданпроект». Туркин приходился дядей А. Г. Туркину — уральскому писателю, с которым был в приятельских отношениях и способствовал становлению его литературной карьеры. Награждён серебряной медалью памяти Александра III, светлобронзовой медалью «300 лет династии Романовых», 2 золотыми медалями «За усердие» на Станиславовой и Аннинской лентах, орденом Святой Анны 3-й степени (1913). Скоропостижно скончался 21 января 1919 года от кровоизлияния в мозг. Похоронен на Казанско-Богородицком кладбище.
В августе 2018 года в Челябинске новой улице в Курчатовском районе было присвоено имя Петра Туркина. 